# Moorrege
Moorrege este o comună din landul Schleswig-Holstein, Germania.